# The Masked Singer/Staffel 4

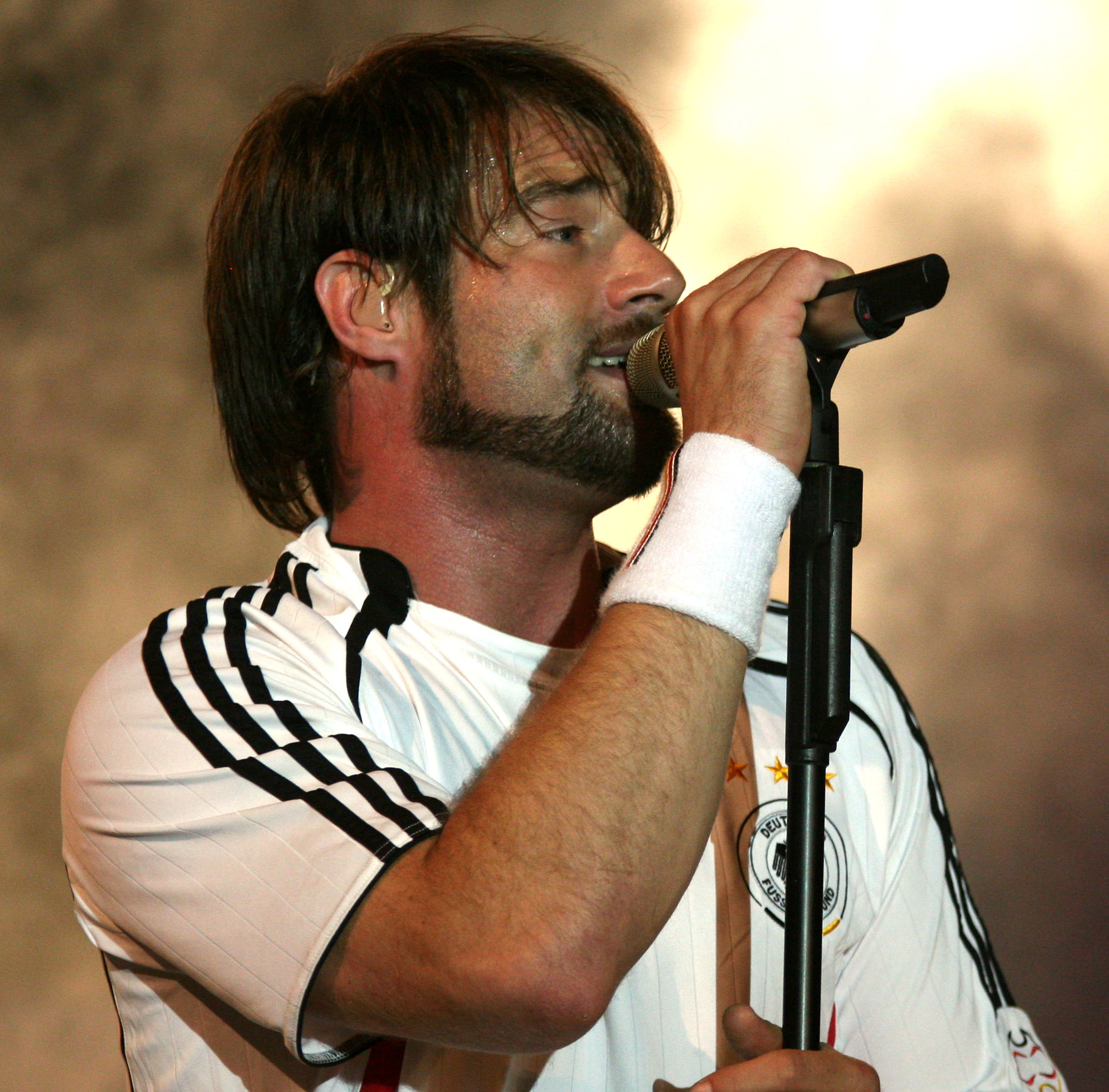
Sasha, Sieger der vierten Staffel

Die vierte Staffel von The Masked Singer wurde ab dem 16. Februar 2021 auf ProSieben ausgestrahlt.
Im Laufe der 3. Staffel kündigte ProSieben an, dass es im Frühjahr 2021 eine vierte Staffel der Rateshow geben wird und Ruth Moschner und Rea Garvey das Rateteam bilden werden. Die 4. Staffel begann am 16. Februar 2021. Im Finale kam die Vorjahressiegerin Sarah Lombardi zu einem kurzen Auftritt und überreichte den Pokal an ihren Nachfolger.

## Rateteam
| Folge | Ständige Mitglieder | Ständige Mitglieder | Gastmitglied       |
| ----- | ------------------- | ------------------- | ------------------ |
| 1     | Ruth Moschner       | Rea Garvey          | Carolin Kebekus    |
| 2     | Ruth Moschner       | Rea Garvey          | Smudo              |
| 3     | Ruth Moschner       | Rea Garvey          | Steven Gätjen      |
| 4     | Ruth Moschner       | Rea Garvey          | Lena Gercke        |
| 5     | Ruth Moschner       | Rea Garvey          | Katrin Bauerfeind  |
| 6     | Ruth Moschner       | Rea Garvey          | Joko Winterscheidt |

## Teilnehmer
| Platz | Kostüm         | Person                   | Bekannt als                                      | Aus in Folge | Quelle |
| ----- | -------------- | ------------------------ | ------------------------------------------------ | ------------ | ------ |
| 1     | Dinosaurier    | Sasha                    | Sänger, Schauspieler                             | 6            | [ 7 ]  |
| 2     | Leopard        | Cassandra Steen          | Sängerin                                         | 6            | [ 8 ]  |
| 3     | Flamingo       | Ross Antony              | Sänger, Moderator, Entertainer                   | 6            | [ 9 ]  |
| 4     | Schildkröte    | Thomas Anders            | Musiker, Entertainer, Moderator                  | 6            | [ 10 ] |
| 5     | 0Monstronaut 4 | Thore Schölermann        | Schauspieler, Moderator                          | 5            | [ 11 ] |
| 6     | Stier          | Guildo Horn              | Sänger, Moderator, Schauspieler                  | 5            | [ 12 ] |
| 7     | Küken          | Judith Rakers            | Moderatorin, Journalistin, Nachrichtensprecherin | 4            | [ 13 ] |
| 8     | Quokka         | Henning Baum             | Schauspieler                                     | 3            | [ 14 ] |
| 9     | Einhorn        | Franziska van Almsick    | Schwimmerin                                      | 2            | [ 15 ] |
| 10    | Schwein        | Katrin Müller-Hohenstein | Moderatorin                                      | 1            | [ 16 ] |

## Folgen
|    | Kostüm      | Lied, Originalinterpret                                      | Ergebnis      |
| -- | ----------- | ------------------------------------------------------------ | ------------- |
| 1  | Dinosaurier | Dynamite – BTS                                               | Gewonnen      |
| 2  | Leopard     | Golden Eye – Tina Turner                                     | Gewonnen      |
| 3  | Küken       | New Soul – Yael Naim / Hollaback Girl – Gwen Stefani         | Gewonnen      |
| 4  | Flamingo    | Sway – Michael Bublé                                         | Vielleicht    |
| 5  | Monstronaut | Born This Way – Lady Gaga                                    | Vielleicht    |
|    |             |                                                              |               |
| 6  | Stier       | Heroes – David Bowie / Seven Nation Army – The White Stripes | Gewonnen      |
| 7  | Einhorn     | The Last Unicorn – America                                   | Vielleicht    |
| 8  | Quokka      | Insomnia – Faithless                                         | Gewonnen      |
| 9  | Schwein     | Sun Is Shining – Bob Marley ft. Robin Schulz                 | Ausgeschieden |
| 10 | Schildkröte | In the Air Tonight – Phil Collins                            | Gewonnen      |

|   | Kostüm      | Lied, Originalinterpret               | Ergebnis      |
| - | ----------- | ------------------------------------- | ------------- |
| 1 | Küken       | Jungle Drum – Emilíana Torrini        | Vielleicht    |
| 2 | Schildkröte | I’m Still Standing – Elton John       | Gewonnen      |
| 3 | Monstronaut | When You Were Young – The Killers     | Gewonnen      |
|   |             |                                       |               |
| 4 | Flamingo    | 2 Become 1 – Spice Girls              | Gewonnen      |
| 5 | Dinosaurier | I Got You (I Feel Good) – James Brown | Gewonnen      |
| 6 | Einhorn     | Lean on Me – Bill Withers             | Ausgeschieden |
|   |             |                                       |               |
| 7 | Stier       | Don’t Stop Me Now – Queen             | Gewonnen      |
| 8 | Quokka      | Come as You Are – Nirvana             | Vielleicht    |
| 9 | Leopard     | Survivor – Destiny’s Child            | Gewonnen      |

|   | Kostüm      | Lied, Originalinterpret                                                                             | Ergebnis      |
| - | ----------- | --------------------------------------------------------------------------------------------------- | ------------- |
| 1 | Monstronaut | T.N.T. – AC/DC                                                                                      | Gewonnen      |
| 2 | Leopard     | I’ll Never Love Again – Lady Gaga                                                                   | Gewonnen      |
| 3 | Quokka      | One – U2                                                                                            | Ausgeschieden |
| 4 | Flamingo    | All the Lovers – Kylie Minogue                                                                      | Vielleicht    |
|   |             | |               |
| 5 | Schildkröte | Way Down We Go – Kaleo                                                                              | Gewonnen      |
| 6 | Dinosaurier | Rapper’s Delight – The Sugarhill Gang / Get Lucky – Daft Punk feat. Pharrell Williams, Nile Rodgers | Gewonnen      |
| 7 | Küken       | All About That Bass – Meghan Trainor                                                                | Vielleicht    |
| 8 | Stier       | You’ll Never Walk Alone – Gerry & The Pacemakers                                                    | Vielleicht    |

|          | Kostüm      | Lied, Originalinterpret                          | Ergebnis      |                                                             |
| -------- | ----------- | ------------------------------------------------ | ------------- | ----------------------------------------------------------- |
| 1        | Dinosaurier | Human – Rag ’n’ Bone Man                         | Gewonnen      |                                                             |
| 2        | Küken       | Supergirl – Reamonn                              | Vielleicht    |                                                             |
| 3        | Flamingo    | You Raise Me Up – Secret Garden                  | Gewonnen      |                                                             |
|          |             |                                                  |               |                                                             |
| 4        | Stier       | O Fortuna aus Carmina Burana / Das Boot – U 96   | Vielleicht    |                                                             |
| 5        | Schildkröte | Who Wants to Live Forever – Queen                | Gewonnen      |                                                             |
| 6        | Monstronaut | Can’t Stop/Give It Away – Red Hot Chili Peppers  | Vielleicht    |                                                             |
| 7        | Leopard     | Don’t Let the Sun Go Down on Me – Elton John     | Gewonnen      |                                                             |
| Sing-Off | Sing-Off    | Sing-Off                                         | Sing-Off      | Indizien-Gegenstand                                         |
| 8        | Küken       | These Boots Are Made for Walkin’ – Nancy Sinatra | Ausgeschieden | Fallen gelassene Schuhe (Sendung: Pleiten, Pech und Pannen) |
| 9        | Stier       | Let It Go – Idina Menzel                         | Gewonnen      | Golfschläger                                                |
| 10       | Monstronaut | Careless Whisper – George Michael                | Gewonnen      | Liebesbrief                                                 |

|          | Kostüm      | Lied, Originalinterpret                                                    | Ergebnis      |                     |
| -------- | ----------- | -------------------------------------------------------------------------- | ------------- | ------------------- |
| 1        | Flamingo    | You Give Love a Bad Name – Bon Jovi                                        | Gewonnen      |                     |
| 2        | Stier       | Theme from Rocky – Bill Conti / Can’t Help Falling in Love – Elvis Presley | Ausgeschieden |                     |
| 3        | Monstronaut | Bad Boy for Life – Diddy feat. Black Rob & Mark Curry                      | Vielleicht    |                     |
|          |             |                                                                            |               |                     |
| 4        | Dinosaurier | All by Myself – Eric Carmen                                                | Gewonnen      |                     |
| 5        | Schildkröte | La vie en rose – Édith Piaf / I Was Made for Lovin’ You – Kiss             | Vielleicht    |                     |
| 6        | Leopard     | White Flag – Bishop Briggs                                                 | Vielleicht    |                     |
| Sing-Off | Sing-Off    | Sing-Off                                                                   | Sing-Off      | Indizien-Gegenstand |
| 7        | Monstronaut | School's out – Alice Cooper / Should I Stay Or Should I Go – The Clash     | Ausgeschieden | Koffer              |
| 8        | Schildkröte | Afterglow – Ed Sheeran                                                     | Gewonnen      | Schatztruhe         |
| 9        | Leopard     | Russian Roulette – Rihanna                                                 | Gewonnen      | Kissen & Sofa       |

|         | Kostüm                      | Lied, Originalinterpret                                                                             | Ergebnis      |
| ------- | --------------------------- | --------------------------------------------------------------------------------------------------- | ------------- |
|         | Alle Teilnehmer der Staffel | Fix You – Coldplay                                                                                  | –             |
| Runde 1 |                             | |               |
| 1       | Dinosaurier                 | Control – Zoe Wees / Single Ladies (Put a Ring on It) – Beyoncé / Umbrella – Rihanna                | Gewonnen      |
| 2       | Flamingo                    | You Are the Reason – Calum Scott                                                                    | Gewonnen      |
| 3       | Schildkröte                 | Adventure of a Lifetime – Coldplay                                                                  | Ausgeschieden |
| 4       | Leopard                     | Never Enough – Loren Allred / Habanera – Georges Bizet                                              | Gewonnen      |
| Runde 2 |                             | |               |
| 5       | Dinosaurier                 | Angels – Robbie Williams                                                                            | Gewonnen      |
| 6       | Flamingo                    | Vogue – Madonna / Venus – Shocking Blue                                                             | Ausgeschieden |
| 7       | Leopard                     | Angel – Sarah McLachlan                                                                             | Gewonnen      |
| Runde 3 |                             | |               |
| 8       | Dinosaurier                 | Rapper’s Delight – The Sugarhill Gang / Get Lucky – Daft Punk feat. Pharrell Williams, Nile Rodgers | Gewonnen      |
| 9       | Leopard                     | Survivor – Destiny’s Child                                                                          | Ausgeschieden |

## Einschaltquoten
| Folge | Datum            | Zuschauer | Zuschauer       | Marktanteil | Marktanteil     | Quelle |
| Folge | Datum            | Gesamt    | 14 bis 49 Jahre | Gesamt      | 14 bis 49 Jahre | Quelle |
| ----- | ---------------- | --------- | --------------- | ----------- | --------------- | ------ |
| 1     | 16. Februar 2021 | 3,55 Mio. | 2,10 Mio.       | 12,3 %      | 26,7 %          | [ 17 ] |
| 2     | 23. Februar 2021 | 3,38 Mio. | 2,04 Mio.       | 11,9 %      | 26,1 %          | [ 18 ] |
| 3     | 2. März 2021     | 3,15 Mio. | 1,83 Mio.       | 10,7 %      | 22,5 %          | [ 19 ] |
| 4     | 9. März 2021     | 3,23 Mio. | 1,87 Mio.       | 11,4 %      | 23,8 %          | [ 20 ] |
| 5     | 16. März 2021    | 3,47 Mio. | 2,00 Mio.       | 12,2 %      | 25,2 %          | [ 21 ] |
| 6     | 23. März 2021    | 3,75 Mio. | 2,09 Mio.       | 14,0 %      | 27,9 %          | [ 22 ] |
| ø     | ø                | 3,42 Mio. | 1,99 Mio.       | 12,1 %      | 25,4 %          | –      |